# Théodore Rousseau

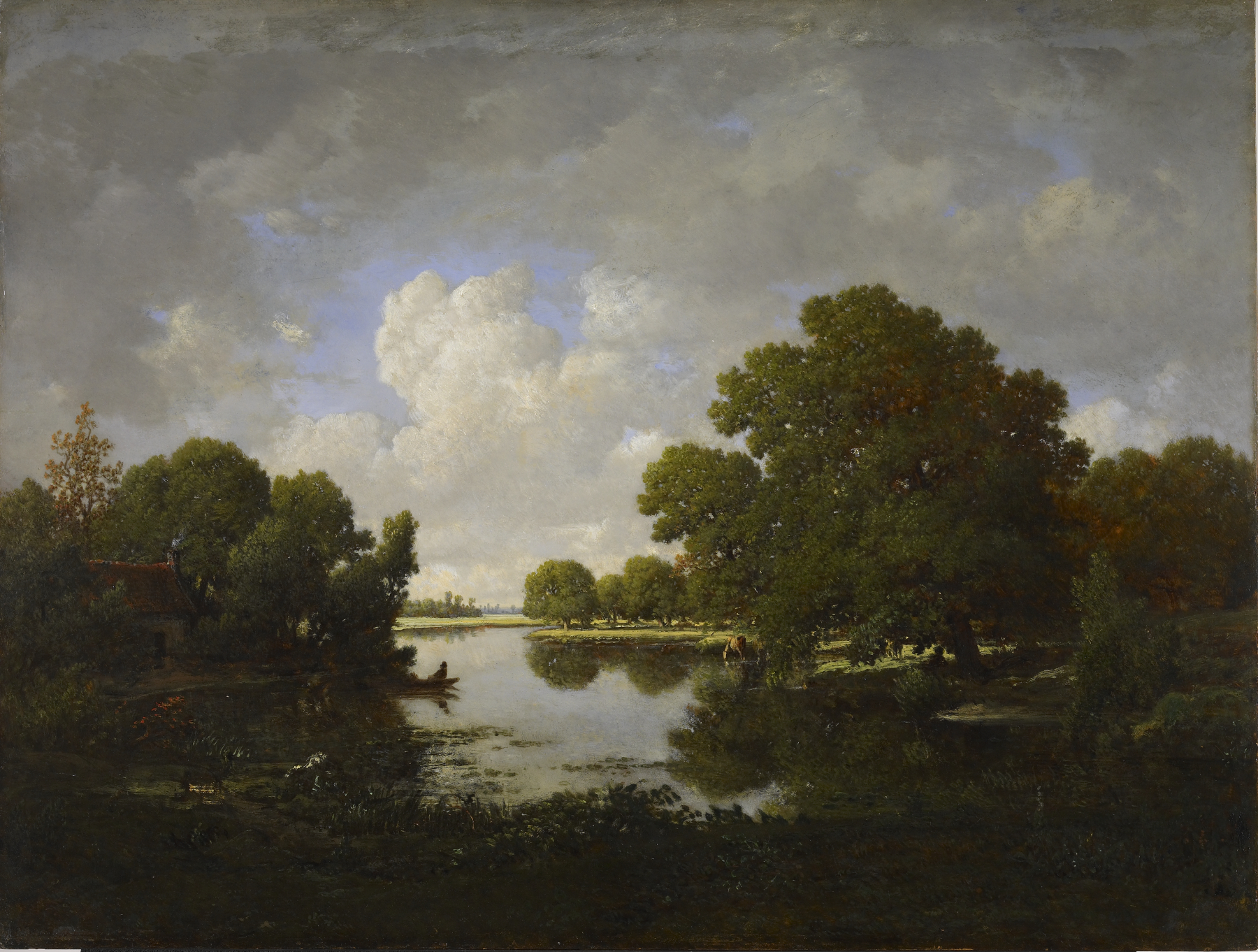
De oevers van de Bouzanne, ca. 1860-1869, Walters Art Museum, Baltimore

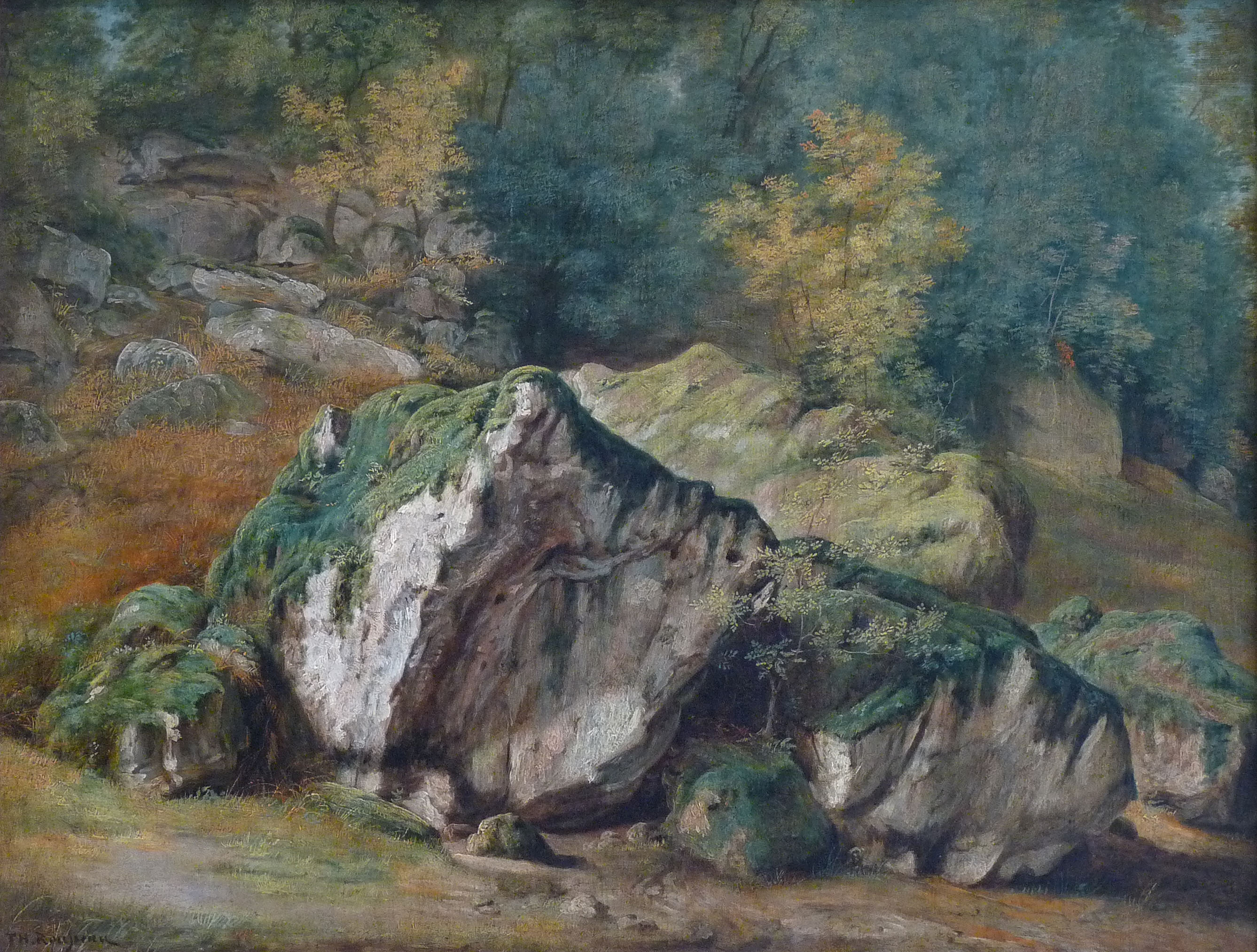
Rots met bomen, studie, 1829, Musée des Beaux-Arts, Staatsburg

Théodore Rousseau (Parijs, 15 april 1812 - Barbizon, 22 december 1867) was een Frans kunstschilder en de belangrijkste vertegenwoordiger van de School van Barbizon.

## Levensloop
Rousseau werd geboren te Parijs en kreeg een academische vorming bij Charles Rémond, een landschapschilder en bij de neoclassicist Guillaume Lethières. Hij voelde zich van jongs af aan aangetrokken tot de landelijke natuur en was zeer onder de indruk van de boompartijen in het werk van de Engelse John Constable, op de Parijse salon van 1832. Hij liet meteen de romantische landschapsweergave los om een meer realistische en tevens meer lyrische natuur weer te geven.
In 1833 bezocht hij voor het eerst het Forêt de Fontainebleau en raakte bekoord door zijn grootsheid en mysterie. Hij trachtte daar de diepe realiteit uit te drukken van de eindeloze variaties van het onophoudelijk wisselende licht. Onbewust baande Rousseau hiermee al de weg voor het impressionisme, dat veertig jaar later zou ontstaan.
Vanzelfsprekend probeerde hij deel te nemen aan de officiële salons. De dierensculpteur (animalier) Antoine-Louis Barye en de criticus Etienne Thoré lieten zich enthousiast uit over zijn werk. Toch werden de werken van Théodore Rousseau tussen 1835 en 1848 steeds geweigerd voor de salons.
In 1847 vestigde hij zich definitief in Barbizon. Ook Jean-François Millet, Charles-François Daubigny en Jules Dupré kwamen in het dorp wonen of kwamen op bezoek. De stijl van deze schilders werd bekend als de School van Barbizon.
Na de Parijse revolutie van 1848 bleek de mening van de salonjury veranderd te zijn en vanaf dat moment werd het werk van de kunstenaars van Barbizon door het publiek zeer gewaardeerd. Na deze officiële erkenning kreeg Théodore Rousseau een opdracht van staatswege. Hij werkte er twee jaar aan en het werd, in 1850, zijn meesterstuk La sortie de forêt à Fontainebleau, au soleil couchant. Op de Wereldtentoonstelling van 1855 in Parijs werd een hele zaal gevuld met het werk van de meester.
Rousseau stierf in 1867 in zijn woonplaats Barbizon.
- Auckland Art Gallery Toi o Tāmaki: 467
- Bibsys: 90169102
- Biblioteca Nacional de España: XX5460378
- Bibliothèque nationale de France: cb12141734x (data)
- CiNii: DA10724492
- Gemeinsame Normdatei: 118603434
- International Standard Name Identifier: 0000 0001 2277 0004
- KulturNav: 7db024ed-ee4a-46a5-a095-e5df0e099eaa
- Library of Congress Control Number: n88606756
- Nationale Bibliotheek van Letland: 000250557
- Base Léonore: LH//2402/2
- National Gallery of Victoria: 1212
- Nationale Bibliotheek van Tsjechië: ola2002158242
- Nationale bibliotheek van Australië: 36578145
- Nationale Bibliotheek van Israël: 987007267371305171
- Nationale Bibliotheek van Polen: a0000003626764
- Nederlandse Thesaurus van Auteursnamen: 104174773
- PIC: 13707
- RKD-Nederlands Instituut voor Kunstgeschiedenis: 68566
- SNAC: w6r78jfj
- Système universitaire de documentation: 029886546
- Trove: 1302893
- Union List of Artist Names: 500019946
- Virtual International Authority File: 17258812
- WorldCat: E39PBJqbgWKxG9ww3VmBxThj4q